# Bobenheim-Roxheim
Bobenheim-Roxheim è un comune di 9.941 abitanti della Renania-Palatinato, in Germania.
Appartiene al circondario (Landkreis) del Rhein-Pfalz-Kreis (targa RP).